# مختشیم

نمای هوایی مختش رامون، یکی از پنج مختشه اسرائیل

پدیده مختشتیم نگف در نیمه جنوبی اسرائیل، یک بیابان صخره ای رنگارنگ است که پنجره‌های زمین‌شناسی هستند که به پوسته زمین نفوذ می‌کنند و هر کدام نمای زمین‌شناسی متفاوتی را نشان می‌دهند. مختشتیم دارایی منحصر به فرد طبیعت و تنها نمونه کامل در نوع خود در جهان است. این مکان دارای ۳۸ کیلومتر طول، ۶ کیلومتر عرض و ۴۵۰ متر عمق است. سنگهای تریاس غنی از فسیل هستند. بخش جنوب غربی آن دارای آتشفشان‌های ۱۱۰ میلیون ساله، دیاترم و جریان بازانیت است.
مختشی یک شکل زمین‌شناسی است که برای صحرای نقب اسرائیل و شبه‌جزیره سینا مصر در نظر گرفته می‌شود.